# Kalabankoro
Kalabancoro est une localité et une commune rurale du Mali, dans le Cercle de Kati et la région de Koulikoro, elle devient dans le cadre de la réforme administrative de 2023, un quartier du 7e arrondissement du district de Bamako.

## Géographie
La commune s'étend de la rive droite du fleuve Niger à la périphérie au sud du district de Bamako.
| Commune IV | Commune V, Commune VI | Baguinéda Camp |
| Mandé      | Kalabancoro           | Moutougoula    |
|            | Sanankoroba           |                |

## Quartiers et villages

Carte communale

La commune s'étend sur 12 localités relevées lors du recensement général de 2009. 
Les villages les plus peuplés sont :
- Kalabancoro (96 173 habitants)
- Kabala (15 726 habitants)
- Sirakoro Méguétana (14 596 habitants)

La commune est composée de 12 localités :
- Diatoula
- Gouana
- Kabala
- Kalabancoro
- Kouralé
- Missala
- N'Golobougou
- Mamana
- N'Tabakoro
- Sabalibougou
- Siracoro Méguétana
- Tiébani

## Politique
Le conseil communal de la commune rurale de Kalabancoro est dissout par le conseil des ministres du 6 novembre 2024, la commune est par suite gérée par une délégation spéciale.
| Période              | Maire élu ou Délégation spéciale | Parti politique |
| -------------------- | -------------------------------- | --------------- |
| 2016 - 2017          | Issa Bocar Ballo                 | Cnid            |
| 28 avril 2017 - 2024 | Tiécoura Amadou Diarra           | RPM             |
| 2024                 | Délégation spéciale              |                 |

## Enseignement
L'académie d'enseignement de Kalabancoro s'étend sur 5 centres d'animation pédagogique : Kalabancoro, Baguinéda, Oulessébougou, Sirakoro Meguetana et Ouenzindougou.
- Lycée public de Kalabancoro

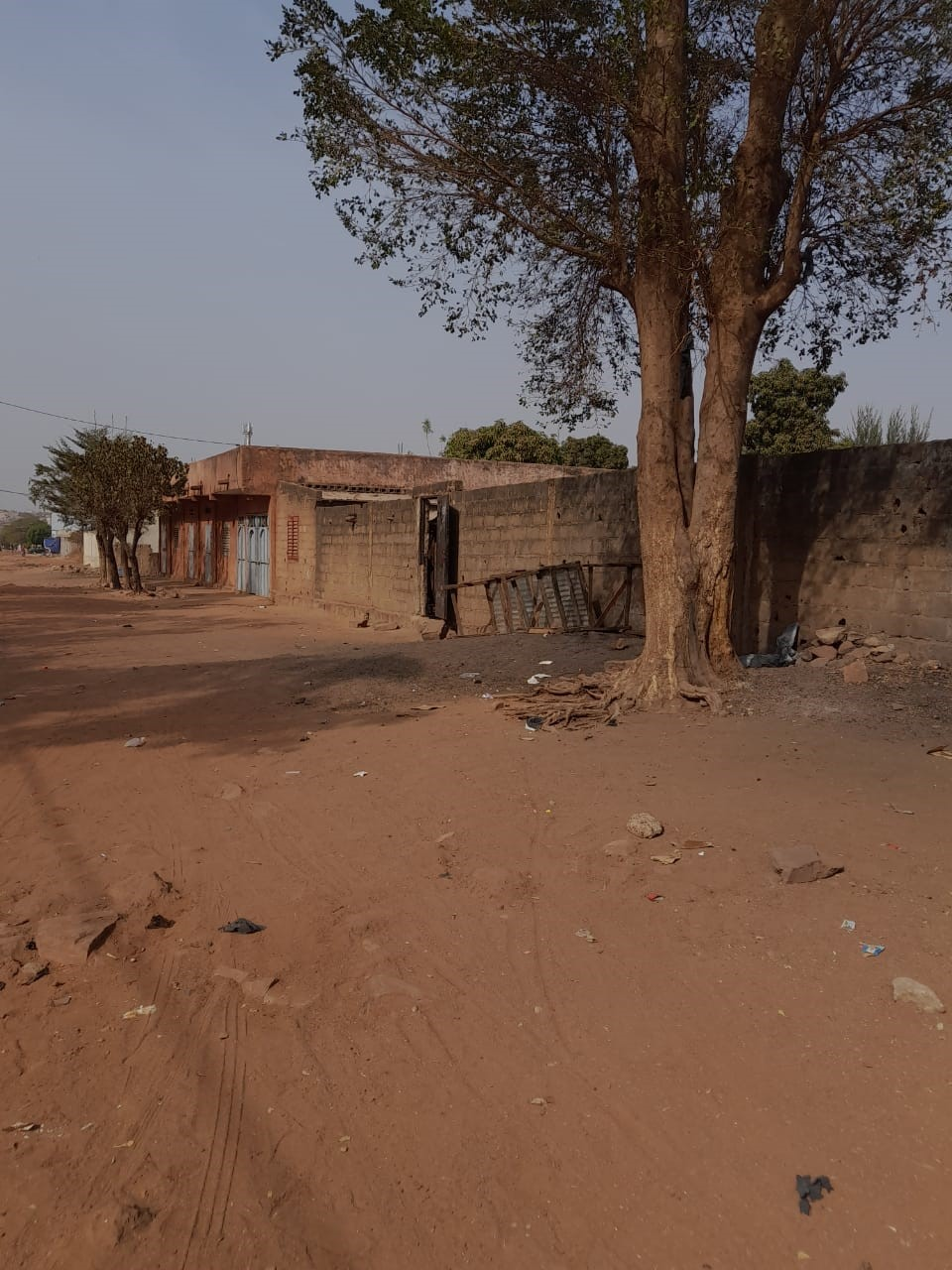
Ecole à Kalaban-Coro

- Lycée sportif Ben Omar Sy de Kabala (LSBOS)

## Sports
- Centre sportif Ousmane Traoré, Kabala, inauguré en décembre 2023.